# 2016년 차우크 지진
2016년 차우크 지진(버마어: ၂၀၁၆ ဩဂုတ် မြန်မာငလျင်)은 2016년 8월 24일 UTC 10시 34분 55초 미얀마 중부의 차우크 서쪽 25km 지점에서 일어난 모멘트 규모 6.8의 지진이다. 최대 진도는 VI로 추정된다. 진앙 깊이는 84.1km이며 태국 방콕과 방글라데시에서도 진동을 느낄 수 있었다.
이 지진의 여파로 콜카타 지하철이 일시적으로 영업을 중단했으며, 방글라데시 다카에서는 대피하던 도중 20명이 부상을 입었다. 또한 미얀마에서 1명이 사망하고 관광객 1명이 부상을 입었으며, 여러 불교 유적이 피해를 입었다. 이후 사망자 2명을 더 확인하면서 총 사망자수는 4명으로 늘어났다.

## 같이 보기
- 2016년 모니와 지진